# Xòe
La danse xòe (en thaï : danse) est pratiquée par le peuple Tai du Vietnam, au nord-ouest de ce pays. Il en existe plusieurs types, rituel, en cercle et de présentation. En 2021, elle intègre la liste représentative du patrimoine culturel immatériel de l'humanité pour le Vietnam, sous l'intitulé L’art de la danse xòe du peuple tai au Viet Nam.

## Caractéristiques
La danse xòe représente des activités humaines et s'exécute lors d'occasions particulières. La danse de type rituel symbolise la cosmogonie des Tai. La danse de présentation s'accompagne d'accessoires. La présentation de l'UNESCO mentionne l'écharpe, le chapeau conique, l'éventail, la canne de bambou, le bâton et la fleur, qui donnent leurs noms à ces différentes danses. La ronde, forme la plus populaire, réunit parfois des centaines de danseurs et se pratique à l'occasion du Nouvel An lunaire. Les instruments qui accompagnent la danse incluent le tính tẩu (luth), le kèn loa (vi) (bombarde), le khên (orgue à bouche), le tambour, le gong, les cymbales, le pí pap (flûte en roseau), le bang bu (vi) (percussion en bambou) ainsi que de petites crécelles rondes. Les danseurs, légèrement cambrés, lèvent les mains. 
Le descriptif officiel de l'UNESCO évoque le caractère intergénérationnel de cette pratique, ainsi que les aspects identitaires et liés à l'hospitalité. 

## Reconnaissances
En 2021, le xòe intègre la liste représentative du patrimoine culturel immatériel de l'humanité, sous l'intitulé L’art de la danse xòe du peuple tai au Viet Nam. Lê Thi Hông Vân, ambassadrice, déclare que cette intégration représente la diversité culturelle du Viêtnam. Selon elle, cette intégration est objet de réjouissance pour le pays entier, et non uniquement pour la région du nord-ouest,. 